# Viscum album
Viscum album, llamado comúnmente muérdago blanco, liga o visco, es una planta semiparásita perteneciente a la familia de las santaláceas. Es nativa de Europa y del Asia occidental y meridional, también de América.[cita requerida]

## Descripción

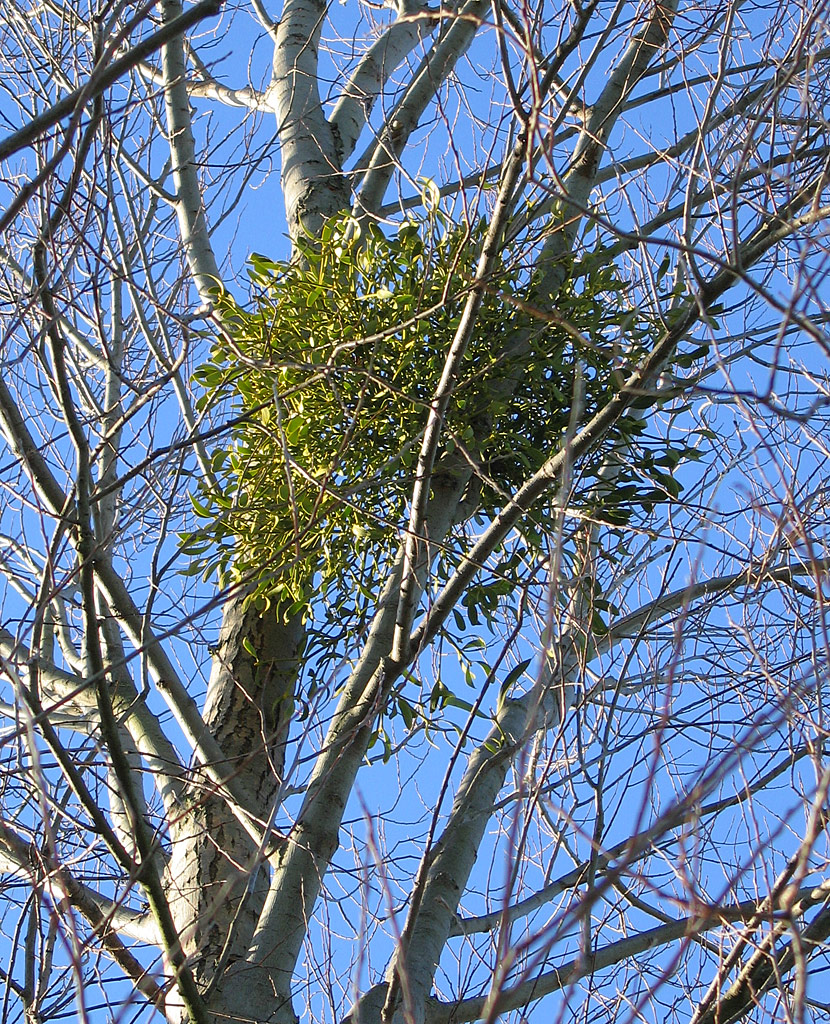
Muérdago europeo parasitando un álamo.

Planta semiparásita que crece sobre las ramas de diversos árboles, principalmente especies de hoja caduca, como manzanos o álamos, pero también sobre algunas variedades de pinos.
Sus tallos dicotómicos pueden llegar a medir hasta 1 metro, se dividen desde la base en varios ramos, desparramados, ahorquillados, cilíndricos y divididos por nudos. Las hojas, de color amarillo verdoso y entre 2 a 8 cm de largo por 0,80 a 2,5 cm de ancho, se disponen en pares opuestos, son lanceoladas, enteras y de textura correosa. Las flores diminutas (2-3 mm de diámetro) son dioicas y también de color amarillo verdoso.

El fruto es una baya pequeña, verde cuando está inmadura y después traslúcida, de color blanco o amarillo. El mesocarpio contiene una pulpa viscosa con 1 (raramente varias) semillas que madura a finales de otoño. No es una baya comestible.
La multiplicación es llevada a cabo por los pájaros, en especial mirlos o tordos que, al frotarse contra las ramas, dejan fijadas las semillas pegajosas, a partir de las cuales se desarrollan unas raíces capaces de absorber la savia de las ramas del árbol huésped. Sin embargo, sus hojas son capaces de realizar la fotosíntesis, por lo que es considerada semiparásita.

## Propiedades
- La planta posee propiedades medicinales, su sustancia activa es la viscotoxina.
- Es diurética e hipotensora, aunque a altas dosis es tóxica.
- En la Edad Media se usaba su aceite como repelente para lobos
- A esta planta se le atribuían también propiedades mágicas y existen tradiciones de origen celta relacionadas con la fertilidad y el amor. Hasta nuestros días ha llegado la tradición del beso cuando dos personas se encuentran debajo de una rama de muérdago.

Sus proteínas producen un descenso de la fuerza contráctil del corazón, originando una bradicardia. También la lectina específica de galactosa se extrae de esta planta y consigue una mejora en la calidad de vida de los pacientes sometidos a quimioterapia y radioterapia, ya que aumenta la respuesta del sistema inmunológico y los niveles de endorfina del plasma B.[cita requerida]

## Toxicidad
Se ha conseguido aislar del Viscum album la lectina tóxica viscumina, que es una proteína citotóxica (proteína inactivadora de ribosomas o RIP) que liga con residuos de galactosa de las glucoproteínas de la superficie celular y puede internalizarse por endocitosis. La viscumina inhibe fuertemente la síntesis de proteínas al inactivar la subunidad ribosomal 60 S. La estructura de esta proteína es muy similar a otras RIP, y muestra mayor semejanza con la ricina y con la abrina.[cita requerida]

## Cultura, folclore y mitología
El muérdago europeo siempre ha atraído el interés popular y ha estado rodeado de una serie de mitos y leyendas. En las culturas de la Europa precristiana, el muérdago se consideraba una representación de la esencia masculina divina (y, por lo tanto, del romance, la fertilidad y la vitalidad). Todavía juega un papel en el folclore de algunos países.

### Escandinavia

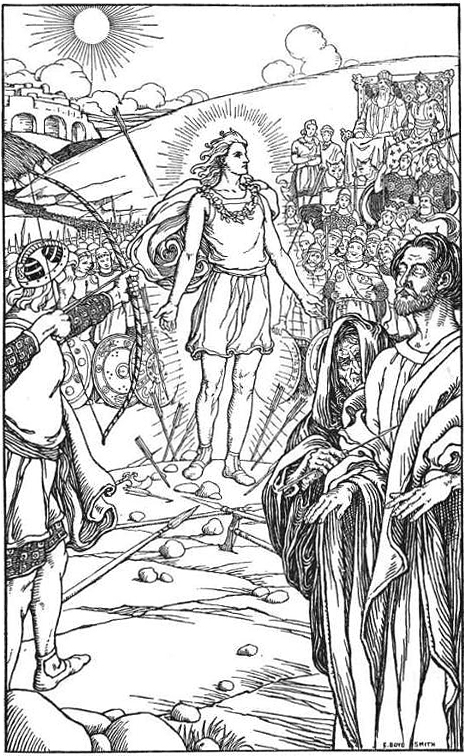
"Cada flecha sobrepasó su cabeza" (1902) de Elmer Boyd Smith, que representa al dios ciego Höðr disparando a su hermano, el dios Baldr, con una flecha de muérdago.

Según la Edda menor del siglo XIII, la diosa Frigg hizo que todos los seres vivos e inanimados hicieran un juramento de no lastimar a su hijo Baldr. En una reunión, otros dioses probaron el juramento arrojándole piedras, flechas y fuego, todo en vano. Pero Frigg no le había exigido el juramento al muérdago, porque "parecía demasiado joven" para eso. Por una intriga de Loki, el hermano de Baldr, el dios ciego Höðr hizo una flecha de muérdago y mató a Baldr con ella.
En la versión Gesta Danorum de la historia, Baldr y Höðr son pretendientes rivales, y Höðr mata a Baldr con una espada llamada Mistilteinn (en nórdico antiguo, "muérdago"). Además, una espada con el mismo nombre aparece en varias otras leyendas nórdicas.

## Historia
Durante mucho tiempo, las culturas antiguas consideraron esta planta como un remedio universal, lo cual hacía que fuese objeto de gran veneración por parte de los galos, por ejemplo, quienes se reunían en torno de las encinas cargadas de muérdago para hacer sus oraciones bajo el sacerdocio de los druidas.

## Taxonomía
Viscum album fue descrita por Carlos Linneo y publicado en Species Plantarum 2: 1023, en el año 1753.
Subespecies presentes en España
- Viscum album abietis (Wiesb.) Abrom. - Baya blanca piriforme; 1(2) embriones; hojas de más de 8 cm. Vive sobre Abies
- Viscum album austriacum (Wiesb.) Vollm. - Baya amarillenta elipsoidal; 1(2) embriones; hojas de 2 a 4 cm. Hábitat Europa central. Vive solamente sobre Larix, Pinus y Picea[4]
- Viscum album album (Danser) D.G.Long - Baya banca esférica; 2-3 embriones. Hábitat lateeurosiberiana. Vive sobre planifolios como por ejemplo Acer, Betula, Carpinus, Juglans nigra, Malus, Populus, Prunus o Sorbus, entre otros.

## Sinonimia
- Stelin album Bubani[5]

## Nombre común en español
- Recibe los nombres siguientes: alfueyo, almuerdago, almuérdago, almuérgano, almuérzago, amuerdago, amuérgano, apositoria, arfuego, arfueyo, cino, guizque, liga, liga de Europa, liga de robre, liria, matapalo, marojo, mihura, muérdago, muérdago blanco, ramillo de la suerte, tiña, visco, visco blanco, visco cuercino, visco quercino, visque.[6]